# Dworcowa (Płock)
Dworcowa – jednostka pomocnicza gminy (osiedle) Płocka.
Powstało na skutek podziału nieistniejącego już osiedla Mickiewicza na osiedla: Dworcowa i Kochanowskiego. 
- powierzchnia: 0,53 km²
- liczba mieszkańców: 10 402

## Ciekawe miejsca
- kościół św. Stanisława Kostki
- Politechnika Warszawska – Szkoła Nauk Technicznych i Społecznych – Instytut Inżynierii Mechanicznej

## Ludność
| Rok     | 2004  | 2005  | 2009   |
| Ludność | 5 010 | 5 000 | 10 402 |